# Nao fantasma

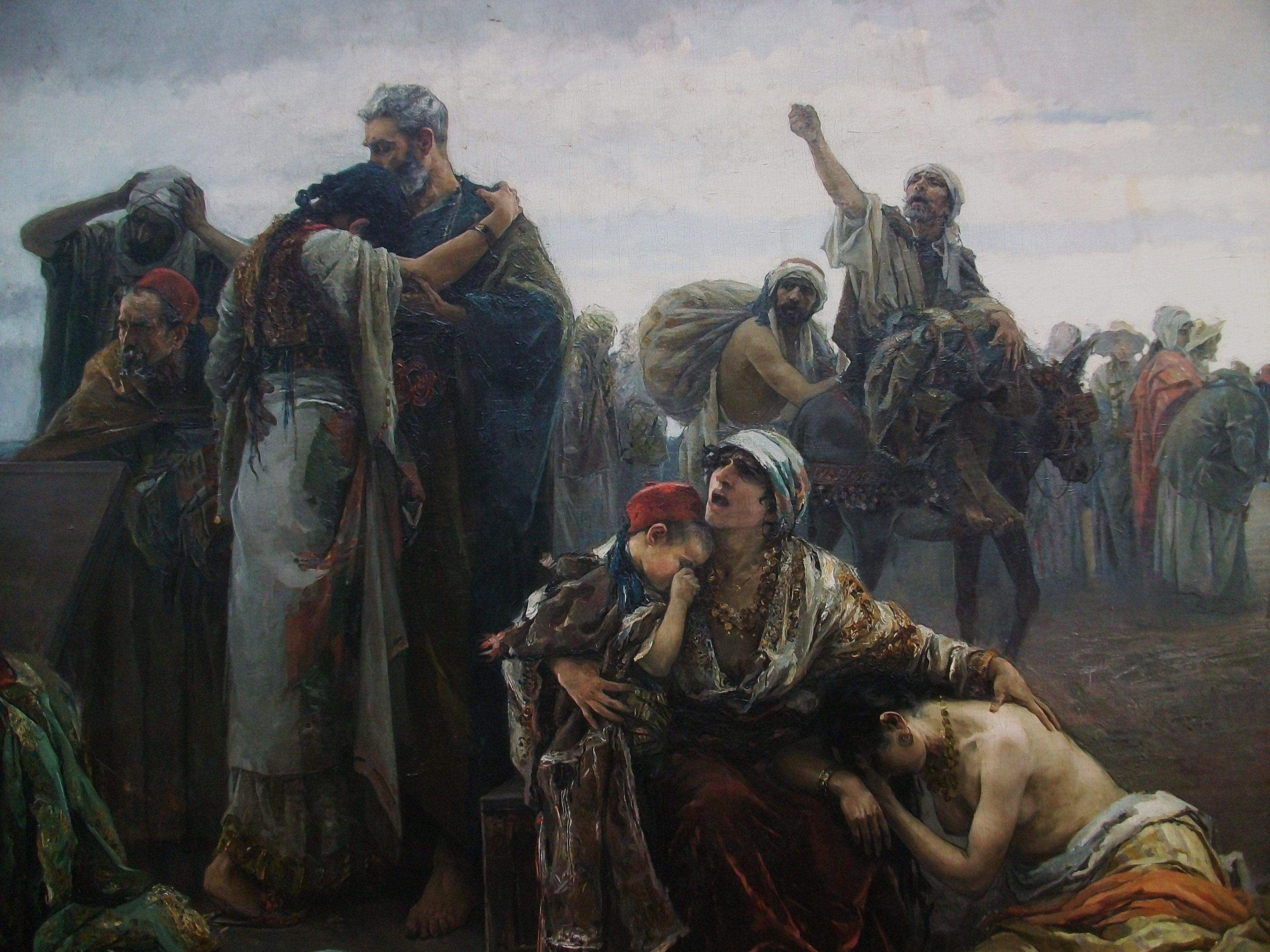
La expulsión de los moriscos (1894), de Gabriel Puig Roda.

La nao fantasma forma parte de una leyenda del municipio español de Cartagena (Región de Murcia), que cuenta como una nave aparece ante el puerto de esta ciudad con motivo de la muerte a bordo de un celoso pretendiente que denunció como morisco a su competidor por el amor de una mujer.

## Leyenda
La leyenda se inspira en tiempos posteriores a la expulsión de los moriscos de 1609, y establece su origen en el enamoramiento del aristócrata don Luis Garre de la dama doña Leonor de Ojeda. Sin embargo, esta estaba a su vez prendada de don Carlos Laredo, quien era en realidad un morisco que se hacía pasar por cristiano viejo y cuyo verdadero nombre era Yúsuf ben Alí. Don Luis acaba descubriendo su verdadera identidad, y celoso de él, lo delata ante la Inquisición, que lo condena a la muerte en la hoguera.
Tras la muerte de don Carlos, su hermana Fátima jura venganza y trama un plan. Seduce a don Luis, citándose a solas con él para adormecerlo con hipnóticos, y con la ayuda de otros moriscos, lo lleva a bordo de una galera en la que pretenden condenarlo a la vida de galeote. Cuando el noble despierta, consigue liberarse de sus cadenas y encender una antorcha para guiarse en la oscuridad de la bodega, con tan mala suerte que termina prendiendo fuego al barco. El incendio llega a la santabárbara, estallando la nave y matando a todos sus ocupantes.
Tras esa espantosa muerte, la leyenda continúa diciendo que don Luis quedó condenado a repetir durante la eternidad su final, de modo que a la salida del sol del 15 de agosto, día de la Asunción de María, es posible oír desde el puerto de Cartagena un gran estruendo seguido de la silueta del barco entre la bruma.